# Catholic Boy
Catholic Boy je první studiové album americké skupiny The Jim Carroll Band. Vydáno bylo počátkem ledna roku 1980 společností Atco Records. Autorkou fotografie na obalu alba je Annie Leibovitz. Producenty alba byli Earl McGrath a Bob Clearmountain. Kromě členů skupiny se na albu podíleli například Allen Lanier a Bobby Keys.

## Seznam skladeb
| Pořadí | Název                     | Autor                                                                  | Délka |
| ------ | ------------------------- | ---------------------------------------------------------------------- | ----- |
| 1.     | Wicked Gravity            | Jim Carroll                                                            | 4:56  |
| 2.     | Three Sisters             | Jim Carroll, Terrell Winn                                              | 3:19  |
| 3.     | Day and Night             | Jim Carroll, Allen Lanier                                              | 2:22  |
| 4.     | Nothing Is True           | Jim Carroll, Brian Linsley                                             | 3:29  |
| 5.     | People Who Died           | Jim Carroll, Brian Linsley, Stephen Linsley, Terrell Winn, Wayne Woods | 4:59  |
| 6.     | City Drops into the Night | Jim Carroll, Stephen Linsley, Brian Linsley                            | 7:23  |
| 7.     | Crow                      | Jim Carroll, Terrell Winn                                              | 3:02  |
| 8.     | It's Too Late             | Jim Carroll, Wayne Woods                                               | 3:04  |
| 9.     | I Want the Angel          | Jim Carroll, Brian Linsley                                             | 2:49  |
| 10.    | Catholic Boy              | Jim Carroll                                                            | 3:03  |

## Obsazení
- Jim Carroll – zpěv
- Brian Linsley – kytara
- Stephen Linsley – baskytara
- Terrell Winn – kytara
- Wayne Woods – bicí
- Allen Lanier – klávesy
- Bobby Keys – saxofon
- Amy Kanter – zpěv